# 種子島久珍
種子島 久珍（たねがしま ひさみち、文政5年2月4日（1822年3月26日） - 嘉永7年1月3日（1854年1月31日））は、薩摩藩（鹿児島藩）家臣、種子島氏24代当主。幼名は報七郎、初名は時珍、受領名は弾正。字は違うが養父・久道と名前の読みは同じである。

## 生涯
薩摩藩の隠居であった島津斉宣の12男として江戸で生まれる。天保13年12月8日（1843年1月8日）、10代藩主の異母兄斉興の命により種子島氏を継ぐよう命じられ、生まれて初めて鹿児島へ向かう。種子島氏は先代当主・久道が死んでから当主不在が15年も続いており、報七郎は待望の養子であった。当初、種子島家側では先代当主の娘婿として報七郎を迎える予定であったようだが、久道の娘達は報七郎が養子に決まる前に婚期を迎えて他家に嫁いでしまっていた。そのため、養母の松寿院の肝煎りで島津家有力一門の加治木島津家・島津久徳の次女・信を正室に迎えた。
その後、種子島氏家臣団は前藩主の息子を養子に迎えたことを根拠として、他の島津家御一門衆同様に種子島氏の家格を引き上げるよう陳情し、要望は入れられたようである。
養子にきたときはまだ若年であったため、政務は松寿院が行っていた。信との間に子供にも恵まれた矢先の嘉永7年に急逝。享年33。嫡子の久尚は生まれたばかりの乳児であったため、再び松寿院が種子島家の政務を司ることになる。

## 家族
- 実父：島津斉宣（9代薩摩藩主）
- 実母：側室（橘川時吉の娘）
- 養父：種子島久道　※但し養子が決定した時点では既に死去。
- 養母：松寿院（久道正室、久珍異母姉）
- 正室：信（天保元年8月-明治16年4月23日）
  - 長女：英（フサ、弘化2年5月27日-弘化3年8月3日）
  - 次女：初（ハツ、弘化3年10月4日-、島津久明[5]妻→離婚）　
  - 三女：雄（タケ、嘉永元年4月10日-、鎌田政正妻）
  - 長男：久尚

## 補注
1. ↑  『新修平成旧華族家系大成』では同年5月3日（5月29日）とする。
2. ↑  『新修平成旧華族家系大成』参照
3. ↑  同時代・同名の家老で総州家末裔出身の「島津久徳」とは別人。
4. ↑  『薩藩旧記雑録』所収の史料を見ると、島津家御一門衆は8家となっていたが、幕末には種子島家を入れた9家としている物が散見される。
5. ↑  島津久徴と初の義理の伯母・久美の間の長男。